# Gennadi Androsov
Gennadi Ivanovich Androsov (en ruso: Геннадий Иванович Андросов) (Novosibirsk, Rusia, 1 de agosto de 1939 - Leópolis, Ucrania, 21 de marzo de 2016) fue un nadador especializado en pruebas de estilo libre que representó a la Unión Soviética. Fue campeón de Europa en 400 metros estilos durante el Campeonato Europeo de Natación de 1962.

## Palmarés internacional
| Campeonato Europeo de Natación | Campeonato Europeo de Natación | Campeonato Europeo de Natación | Campeonato Europeo de Natación |
| Año                            | Lugar                          | Medalla                        | Prueba                         |
| ------------------------------ | ------------------------------ | ------------------------------ | ------------------------------ |
| 1958                           | Budapest ( Hungría)            | Medalla de bronce              | 1500 m libre                   |
| 1962                           | Leipzig ( Alemania)            | Medalla de oro                 | 400 m estilos                  |